# Чемпіонат світу з тріатлону (естафета)
Чемпіонат світу в естафеті проводиться з 2003 року. У перших трьох турнірах окремо проходили змагання серед жінок і чоловіків. У складі кожної виступали по три атлета. З 2009 року була змінена формула першості: у складі кожної збірної виступають по двоє жінок і чоловіків.

## Окремі змагання

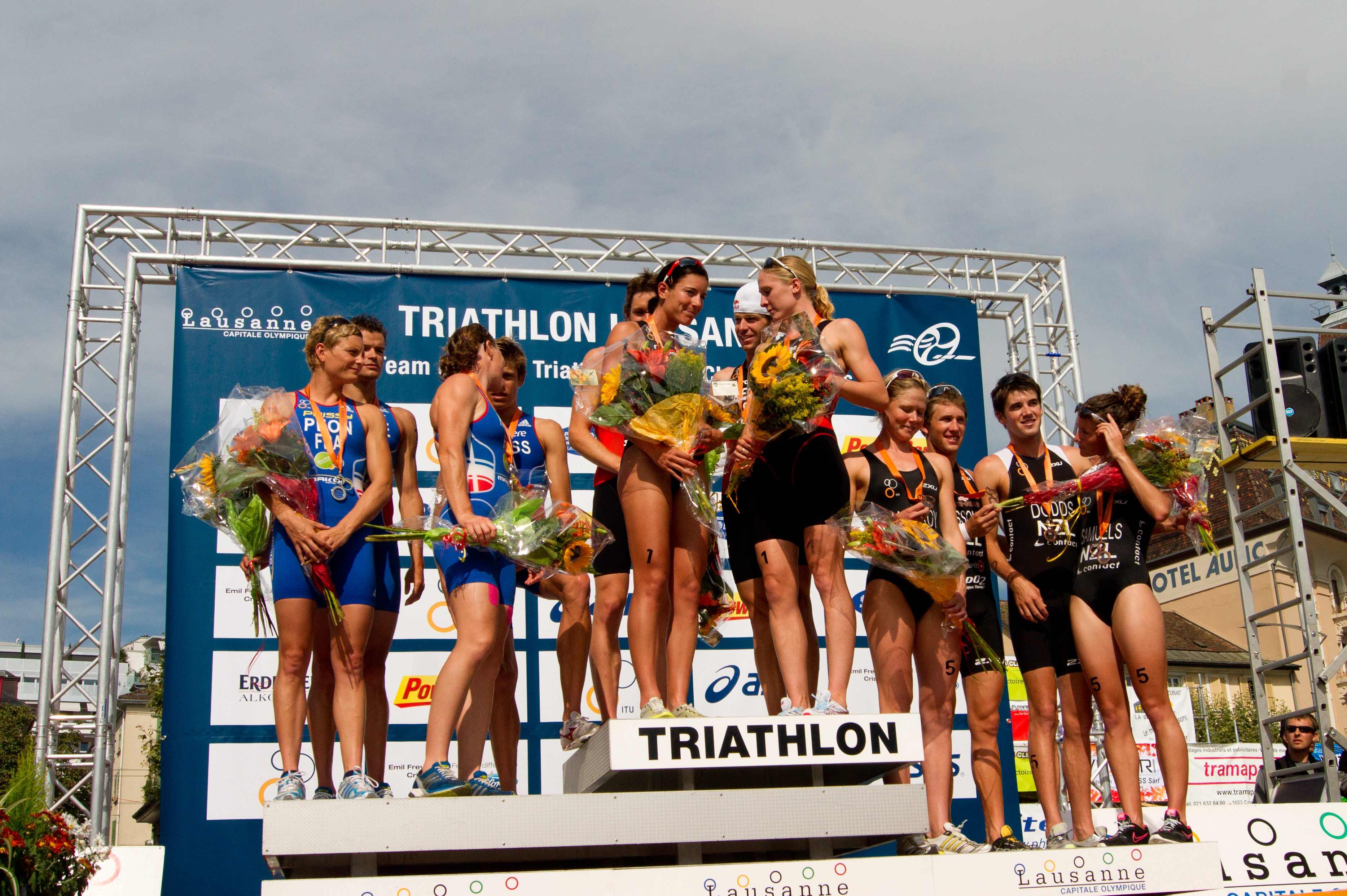
Призери 2010 року

Чоловіки:
| Рік  | Золото                                                             | Срібло                                                 | Бронза                                                     |
| ---- | ------------------------------------------------------------------ | ------------------------------------------------------ | ---------------------------------------------------------- |
| 2003 | Австралія Саймон Томпсон Річі Каннінгем Бред Калефельдт            | Іспанія Клементе Алонсо Хосе Мерчан Іван Ранья         | Україна Володимир Турбаєвський Андрій Глущенко Максим Крят |
| 2006 | США Браєн Флейшманн Енді Поттс Меттью Рід                          | Німеччина Ян Фродено Майк Петцольд Данієль Унгер       | Канада Кайл Джонс Колін Єнкінс Пол Тікелаар                |
| 2007 | Росія Олександр Брюханков Володимир Турбаєвський Дмитро Полянський | Німеччина Крістіан Прохнов Гельге Мючард Клауде Екстен | Іспанія Франсеск Годой Хав'єр Гомес Хосе Товар             |

Жінки:
| Рік  | Золото                                                | Срібло                                                | Бронза                                                  |
| ---- | ----------------------------------------------------- | ----------------------------------------------------- | ------------------------------------------------------- |
| 2003 | Австралія Ніккі Егед Мірінда Карфра Піп Тейлор        | Іспанія Айнгоа Муруа Пілар Ідальго Ана Бургос         | Італія Беатріче Ланца Сільвія Джеміньяні Надія Кортасса |
| 2006 | Італія Даніела Кмет Беатріче Ланца Надія Кортасса     | США Сара Тре Мішель Ліндсей Мері Бет Елліс            | Іспанія Айнгоа Муруа Ана Бургос Суріньє Родрігес        |
| 2007 | Росія Ірина Абисова Євгенія Матвеєва Анастасія Яценко | Україна Інна Циганок Юлія Єлістратова Олеся Пристайко | Італія Даніела Кмет Шарлотта Бонін Надія Кортасса       |

## Мікст
| Рік  | Золото                                                                         | Срібло                                                               | Бронза                                                                           |
| ---- | ------------------------------------------------------------------------------ | -------------------------------------------------------------------- | -------------------------------------------------------------------------------- |

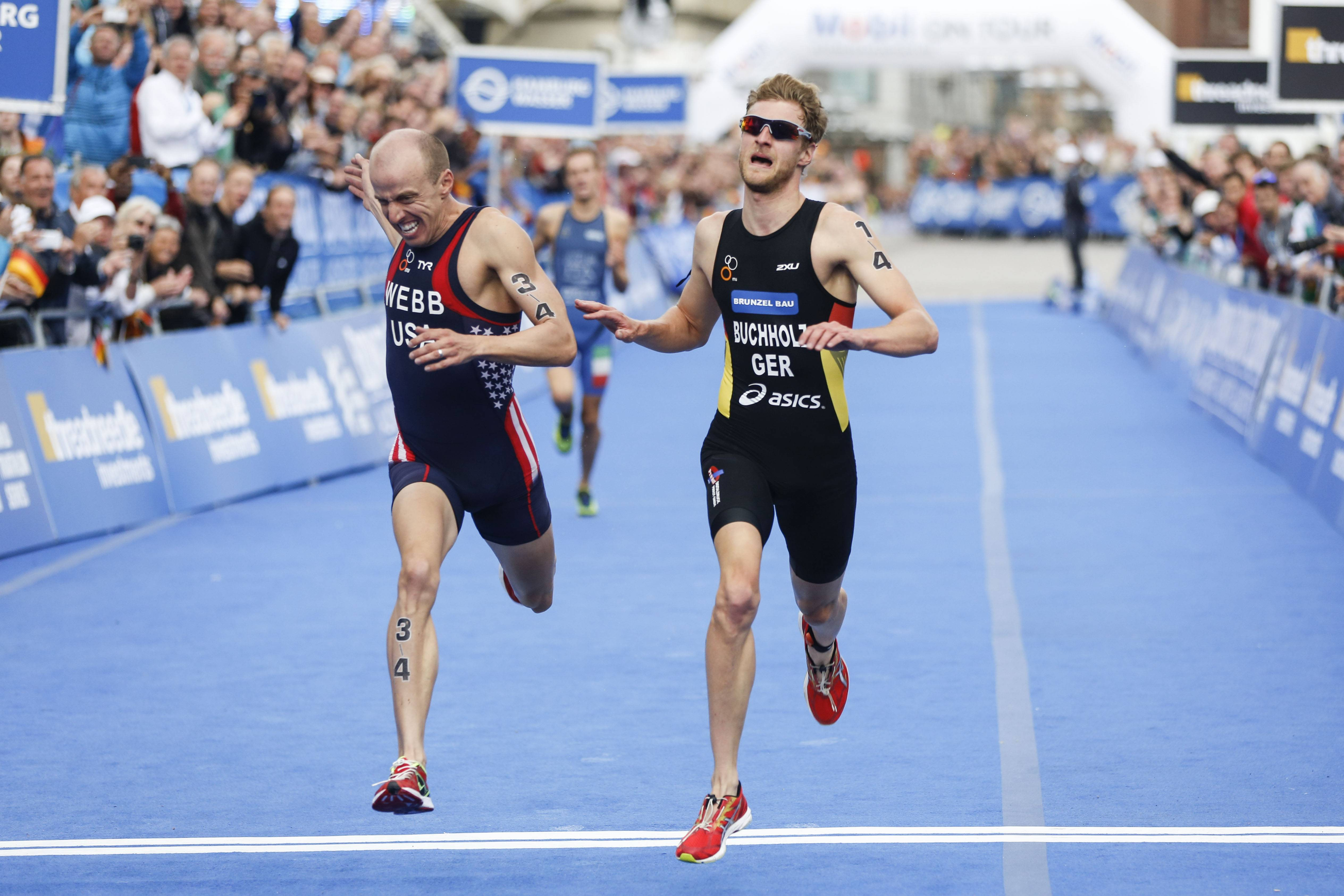
Алан Вебб (США) і Грегор Бухгольц (Німеччина). Гамбург, 2014 рік

| 2009 | Швейцарія Магалі Мессмер Лукас Сальвісберг Данієла Ріф Руді Вільд              | Австралія Емма Моффатт Кортні Аткінсон Емма Сноусілл Бред Калефельдт | Канада Лорен Кемпбелл Брент Макмен Кеті Тремблей Саймон Вітфілд                  |
| 2010 | Швейцарія Нікола Шпіріг Свен Рідерер Данієла Ріф Руді Вільд                    | Франція Джессіка Гаррісон Фредерік Белобре Кароль Пеон Давид Осс     | Нова Зеландія Кейт Макілрой Тоні Доддс Нікі Семюелс Раян Сіссонс                 |
| 2011 | Велика Британія Джоді Стімпсон Джонатан Браунлі Гелен Дженкінс Алістер Браунлі | Швейцарія Мелані Осс Руді Вільд Нікола Шпіріг Свен Рідерер           | Німеччина Аня Діттмер Майк Петцольд Свеня Базлен Штеффен Юстус                   |
| 2012 | Велика Британія Вікі Голланд Вільям Кларк Нон Стенфорд Джонатан Браунлі        | Франція Джессіка Гаррісон Тоні Муле Кароль Пеон Венсан Луї           | Росія Ірина Абисова Дмитро Полянський Олександра Разарьонова Олександр Брюханков |
| 2013 | Німеччина Аня Кнапп Ян Фродено Анне Гауг Франц Лешке                           | Нова Зеландія Андреа Г'юїтт Тоні Доддс Кейт Макілрой Раян Сіссонс    | США Сара Грофф Бен Кануте Гвен Йоргенсен Камерон Діє                             |
| 2014 | Велика Британія Люсі Галл Джонатан Браунлі Вікі Голланд Алістер Браунлі        | Франція Кассандра Богран Доріан Конінкс Одрі Мерле Венсан Луї        | Угорщина Софія Ковач Тамаш Тот Маргіт Ванек Акош Ванек                           |
| 2015 | Франція Жанна Леєр Доріан Конінкс Одрі Мерле Венсан Луї                        | Австралія Джилліан Бекгауз Аарон Ройл Емма Джексон Раян Бейлі        | Велика Британія Вікі Голланд Гордон Бенсон Нон Стенфорд Марк Букінгем            |
| 2016 | США Гвен Йоргенсен Бен Кануте Кірстен Каспер Джо Мелой                         | Австралія Шарлотта Макшейн Якоб Бертвістл Емма Джексон Раян Бейлі    | Німеччина Лаура Ліндеманн Йонатан Ціпф Ганна Філіппін Грегор Бухгольц            |
| 2017 | Австралія Шарлотта Макшейн Меттью Гозер Ешлі Джентлі Якоб Бертвістл            | США Кірстен Каспер Бен Кануте Кеті Заферс Меттью Макілрой            | Нідерланди Майке Кайлерс Марко ван дер Стел Рахель Кламер Йорік ван Егдом        |
| 2018 | Франція Леоні Пероль Доріан Конінкс Кассандра Богран Венсан Луї                | Австралія Наталі Ван Куворден Аарон Ройл Ешлі Джентлі Якоб Бертвістл | США Кірстен Каспер Бен Кануте Кеті Заферс Кевін Макдовелл                        |
| 2019 | Франція Емелі Мор'є Лео Берже Кассандра Богран Венсан Луї                      | Німеччина Лора Ліндеманн Валентин Вернц Ніна Айм Юстус Нішлаг        | Австралія Наталі Ван Куворден Аарон Ройл Емма Джеффкоут Якоб Бертвістл           |
| 2020 | Франція Леоні Пероль Лео Берже Кассандра Богран Доріан Конінкс                 | США Тейлор Спайві Кевін Макдовелл Кеті Заферс Морган Пірсон          | Велика Британія Джорджія Тейлор-Браун Берклі Іззард Джессіка Лермонт Алекс Ї     |

## Галерея
Збірна України на першості 2010 року посіла 5 місце:

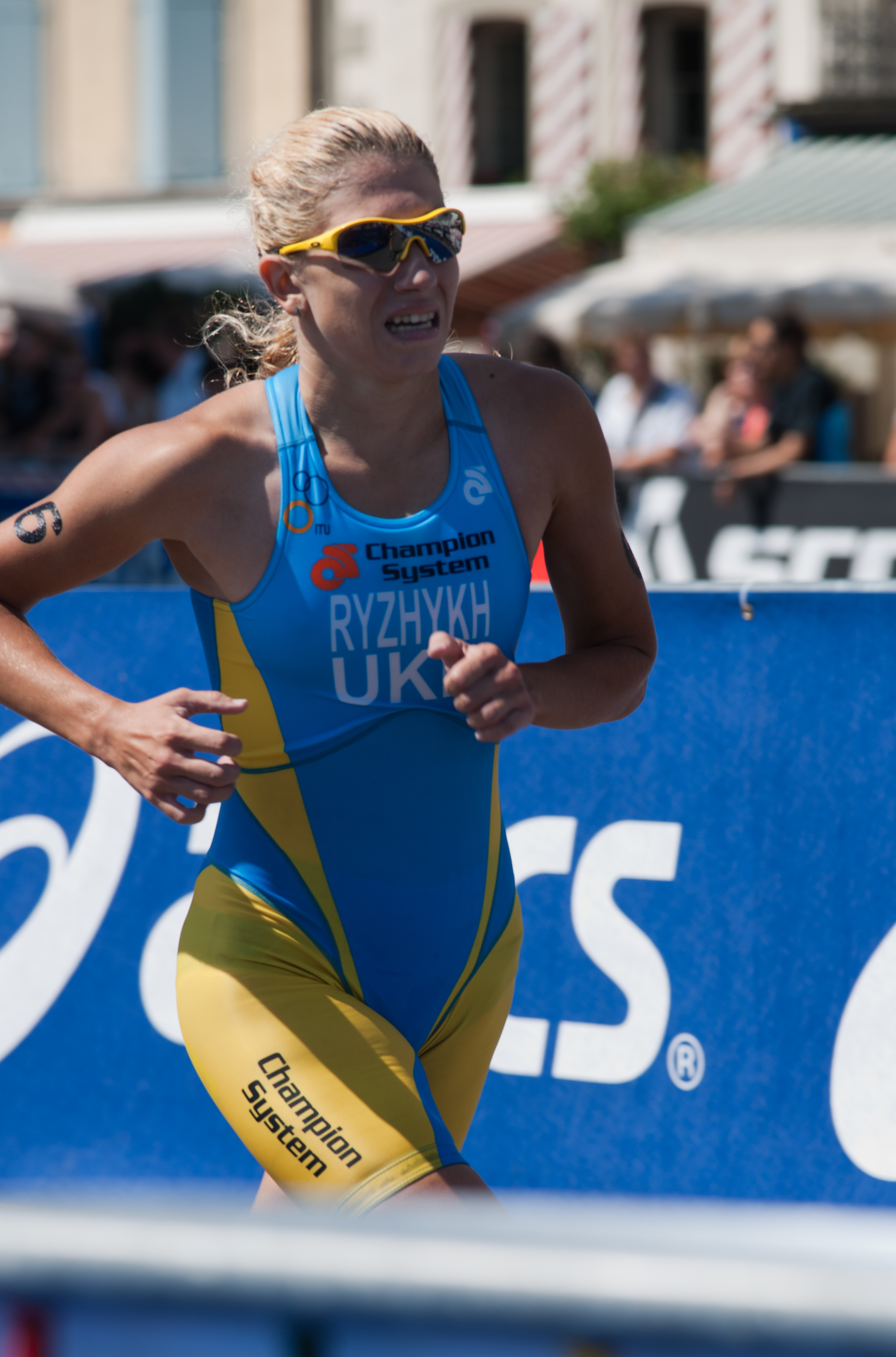
Інна Рижих
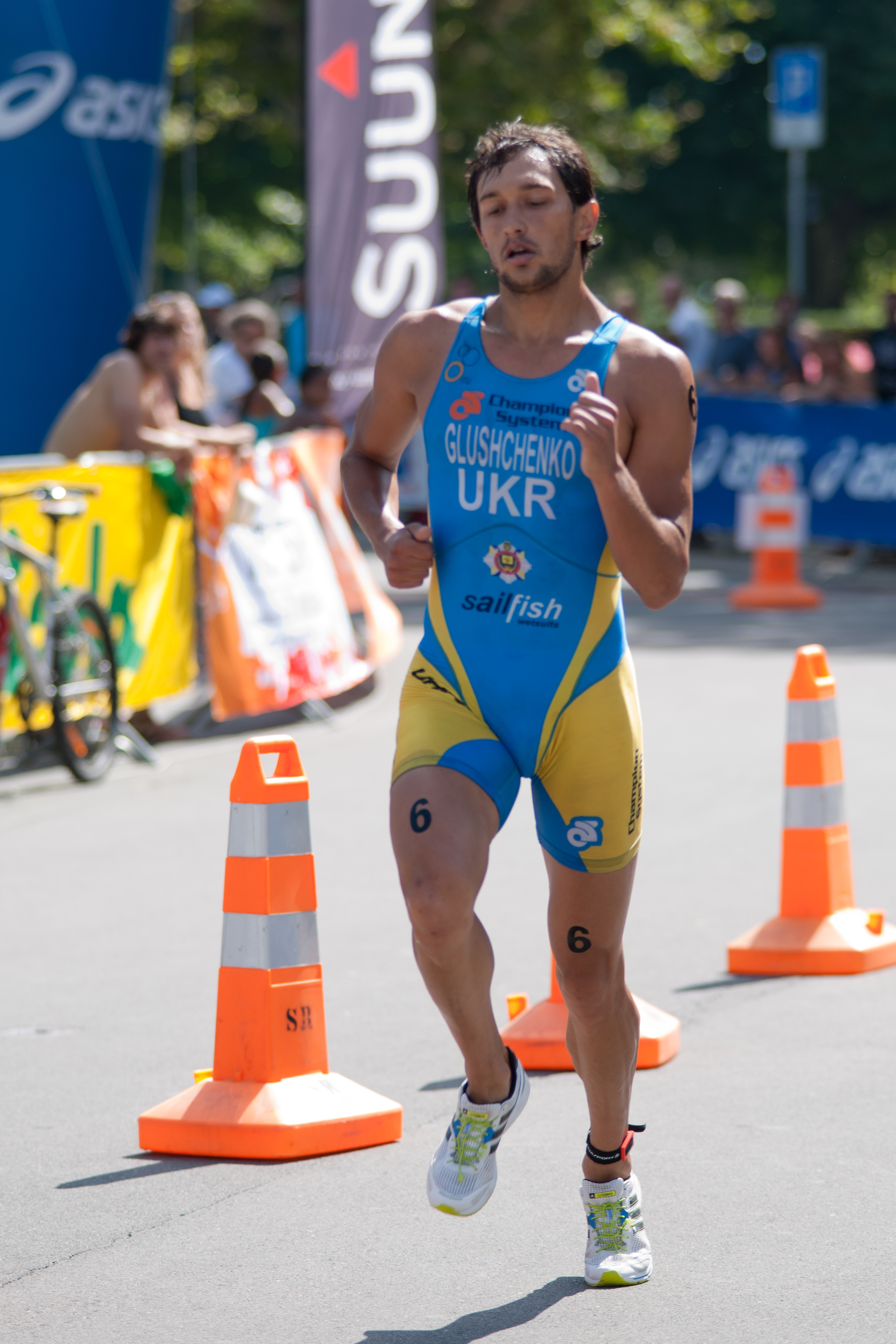
Андрій Глущенко
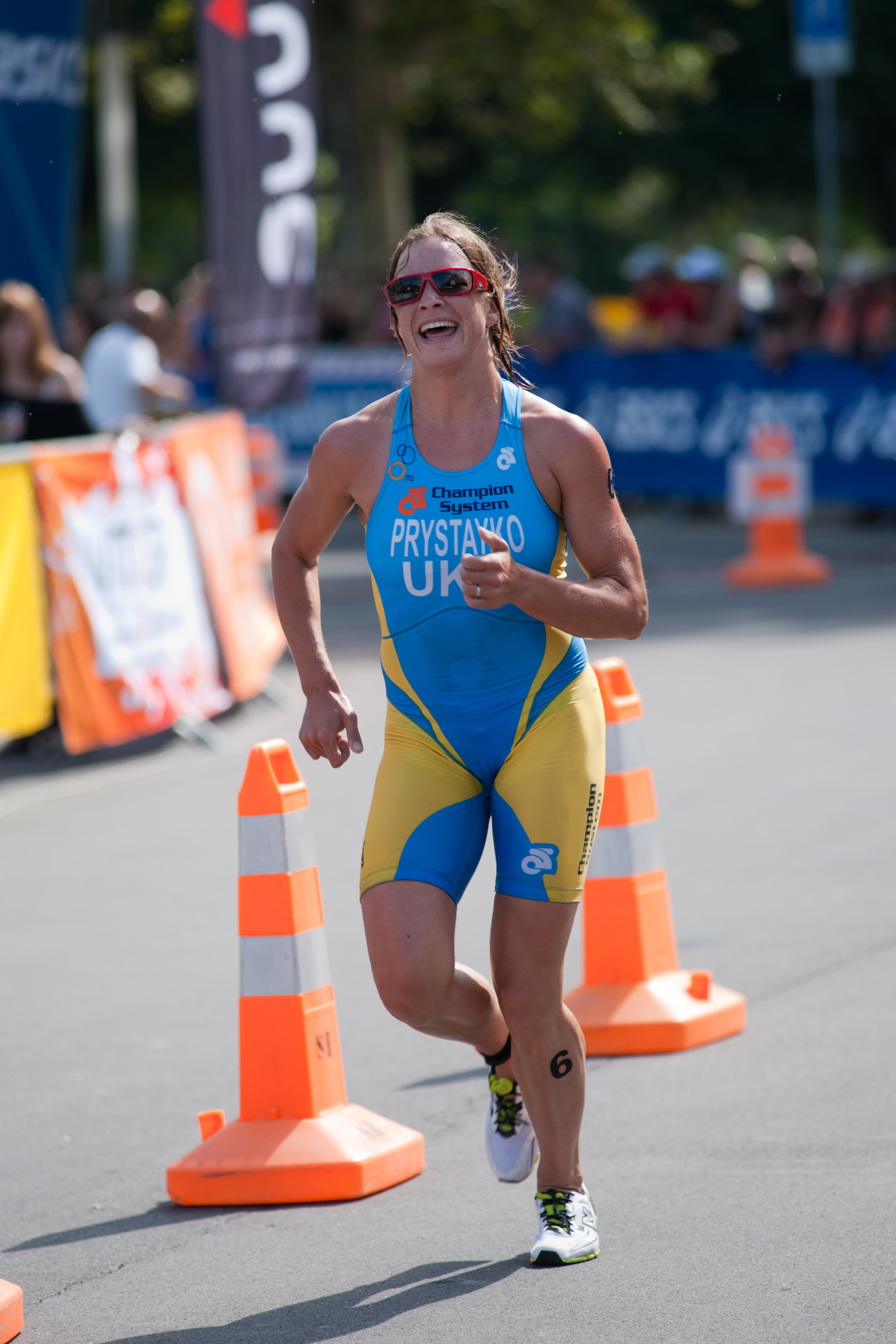
Олеся Пристайко